# Sân bay Keetmanshoop
Sân bay Keetmanshoop (IATA: KMP, ICAO: FYKT) là một sân bay ở Keetmanshoop, Namibia.